# Skip Wise
Allen Harper Wise, detto Skip (25 luglio 1955), è un ex cestista statunitense, professionista nella ABA.

## Carriera
Disputò 2 partite con i San Antonio Spurs.